# Canton de Matour
Le canton de Matour est une ancienne division administrative française située dans le département de Saône-et-Loire et la région Bourgogne-Franche-Comté, et qui a disparu en mars 2015.

## Géographie
Ce canton est situé dans l'arrondissement de Mâcon. Son altitude varie de 272 m (Brandon) à 765 m (Montmelard) pour une altitude moyenne de 426 m.

## Histoire
De 1833 à 1848, les cantons de Matour et de Tramayes avaient le même conseiller général. Le nombre de conseillers généraux était limité à 30 par département.
La « fronde cantonale de 1850 » est un événement marquant de l'histoire de la région. En effet, cette année-là, les maires, conseillers municipaux et notables de huit communes sur les neuf du canton adressèrent une lettre au préfet de Saône-et-Loire afin que fut fixé à Dompierre le chef-lieu de canton au vu de l'aspect pratique que cela comporterait en plus de l'évidente prospérité économique du bourg et de ses importantes foires. Cette fronde sera décisive et ainsi, Matour ne garda que le nom de chef-lieu, tous les établissements publics (perception, gendarmerie, etc.) déménagèrent et furent installés à Dompierre.

## Représentation

### Conseillers généraux de 1833 à 2015
| DE   | A            | Identité                                    |  | Etiquette                | Qualité |
| ---- | ------------ | ------------------------------------------- |  | ------------------------ | --- |
| 1833 | 1848         | Jean-Louis Delacharme                       |  | Tiers-Parti              | * Maire de Chalon-sur-Saône * Député (1834-1837) * Propriétaire à Matour |
| 1848 | 1861         | Jean-Marie Bonnetain                        |  |                          | * Notaire à Matour, juge de paix du canton, ancien conseiller d'arrondissement |
| 1861 | 1870         | Jean-Louis Delacharme                       |  | Tiers-Parti              | * Maire de Chalon-sur-Saône * Propriétaire à Matour * Député (1834-1837) |
| 1870 | 1871         | Pierre-François-Eugène Cortambert           |  |                          | * Vice-Président de la Société de géographie * Propriétaire à Dompierre-les-Ormes |
| 1871 | 1895         | Jules-Paul Delacharme                       |  | Droite                   | * Ingénieur civil * propriétaire à Matour |
| 1895 | 1901         | Joseph Durand                               |  | Rad.                     | * Instituteur * Maire de Dompierre-les-Ormes (1900-1908) |
| 1901 | 1905 (décès) | Pierre Giraud                               |  | Républicain              | * Notaire |
| 1905 | 1907         | Edmond Chatot                               |  | Républicain Progressiste | * Maire de Matour |
| 1907 | 1940         | François-Honoré Gras                        |  | Rad.                     | * Médecin * Maire de Dompierre-les-Ormes (1908-1947) * Officier de la Légion d'honneur * Nommé conseiller départemental en 1942                                                                                      |
|      |              |                                             |  |                          | |
| 1945 | 1967         | Claudien Nesme (1907-2000, fils de J.Nesme) |  | DVD-RPF                  | * Maire de Matour |
| 1967 | 1992         | Philippe Malaud                             |  | RI puis UDF puis CNIP    | * Diplomate * Député-Maire de Dompierre-les-Ormes (1965-1983) * Ministre (1968-1974) * Président du Conseil Général (1970-1979) * Officier de la Légion d'honneur                                                    |
| 1992 | 1998         | Jean-Patrick Courtois                       |  | RPR                      | * Attaché principal de préfecture * Sénateur-Maire de Dompierre-les-Ormes (1983-2001) * Président de la Communauté de communes de Matour et sa région * Vice-président du Conseil Général * Vice-président du Sénat. |
| 1998 | 2015         | Armand Charnay                              |  | PS                       | *Agriculteur - Maire de Matour (2001-2005) |

### Conseillers d'arrondissement (de 1833 à 1940)
| Période                                  | Période      | Identité                         | Étiquette                    | Qualité |
| ---------------------------------------- | ------------ | -------------------------------- | ---------------------------- | --- |
| 1833                                     | 1836         | Jean Marie Bonnetain (1808-1878) | Constitutionnel              | Notaire à Matour                                                                                            |
| 1836                                     | 1842         | Jean-Marie Giraud (1783-1868)    |                              | Marchand de vins en gros, maire de Matour (1828-1847)                                                       |
| 1842                                     | 1848         | Nicolas Marie Bonnet (1798-1863) |                              | Juge de paix à Matour                                                                                       |
| 1848                                     | 1852         | Jean-Claude Bonnetain            |                              | Propriétaire à Matour                                                                                       |
| 1852                                     | 1870         | Jean Maire                       |                              | Propriétaire à La Chapelle-du-Mont-de-France, juge de paix à Tramayes                                       |
| 1870                                     | 1897 (décès) | Jean-Marie Pondevaux             | Républicain puis Indépendant | Notaire à Dompierre-les-Ormes                                                                               |
| 1897                                     | 1929 (décès) | Étienne Lacharme (1863-1929)     | Républicain                  | Maire de Trivy                                                                                              |
| 1929                                     | 1932 (décès) | Jacques Nesme (1877-1932)        | Union nationale              | Notaire, maire de Matour                                                                                    |
| 1932                                     | 1940         | Auguste Giraud (1891-1979)       | Républicain                  | Propriétaire, maire de Matour                                                                               |
| 1940                                     |              |                                  |                              | Les conseils d'arrondissement ont été suspendus par la loi du 12 octobre 1940 et n'ont jamais été réactivés |
| Les données manquantes sont à compléter. |              |                                  |                              | |

## Composition
Le canton de Matour groupe 8 communes et compte 3 589 habitants (recensement de 2010 sans doubles comptes).
| Communes                      | Population (2012) | Code postal | Code Insee |
| ----------------------------- | ----------------- | ----------- | ---------- |
| Brandon                       | 303               | 71520       | 71055      |
| La Chapelle-du-Mont-de-France | 174               | 71520       | 71091      |
| Dompierre-les-Ormes           | 949               | 71520       | 71178      |
| Matour                        | 1078              | 71520       | 71289      |
| Montagny-sur-Grosne           | 90                | 71520       | 71304      |
| Montmelard                    | 322               | 71520       | 71316      |
| Trambly                       | 401               | 71520       | 71546      |
| Trivy                         | 272               | 71520       | 71547      |

## Démographie
| 1836  | 1841  | 1846  | 1851  | 1856  | 1861  | 1866  | 1872  | 1876  | 1881  |
| ----- | ----- | ----- | ----- | ----- | ----- | ----- | ----- | ----- | ----- |
| 8 524 | 8 764 | 8 986 | 9 310 | 9 456 | 9 166 | 8 847 | 8 694 | 8 524 | 8 424 |

| 1886  | 1891  | 1896  | 1901  | 1906  | 1911  | 1921  | 1926  | 1931  | 1936  |
| ----- | ----- | ----- | ----- | ----- | ----- | ----- | ----- | ----- | ----- |
| 8 433 | 8 275 | 7 723 | 7 419 | 7 226 | 6 924 | 6 280 | 5 954 | 5 576 | 5 356 |

| 1962  | 1968  | 1975  | 1982  | 1990  | 1999  | 2009  | 2010  | - | - |
| ----- | ----- | ----- | ----- | ----- | ----- | ----- | ----- | - | - |
| 3 886 | 4 183 | 3 757 | 3 515 | 3 193 | 3 221 | 3 563 | 3 589 | - | - |

## Personnalités
- Philippe Malaud, conseiller général du canton de Matour, Ministre puis Député-Maire de Dompierre-les-Ormes,
- Jean-Patrick Courtois, conseiller général du canton de Matour, Sénateur-Maire de Dompierre-les-Ormes et vice-président du Sénat, aujourd'hui maire de Mâcon.